# Temnocephalida
Temnocephalida – klad płazińców klasyfikowany w zależności od systemu jako nadrodzina lub podrząd. Liczy około 100 opisanych gatunków pasożytów i ektokomensali występujących na słodkowodnych skorupiakach, owadach, mięczakach i żółwiach, głównie na półkuli południowej.

## Systematyka
Ranga taksonomiczna Temnocepalida jest nie do końca ustalona, co rodzi problemy związane z rangą poszczególnych taksonów zawierających się w tej grupie. W przedstawionym poniżej systemie Temnocephalida mają rangę podrzędu, a zawierające się bezpośrednio w nich taksony – nadrodziny:
podrząd Temnocephalida Blanchard, 1849
- nadrodzina Scutarielloidea Baer, 1953
  - rodzina Scutariellidae Annandale, 1912
    - podrodzina Paracaridinicolinae Baer, 1953
    - podrodzina Scutariellinae Baer, 1953
- nadrodzina Temnocephaloidea Baer, 1953
  - rodzina Actinodactylellidae Benham, 1901
  - rodzina Diceratocephalidae Joffe, Cannon & Schockaert, 1998
  - rodzina Temnocephalidae Monticelli, 1899
    - podrodzina Craspedellinae Baer, 1931.

## Budowa
Temnocephalida to niewielkie makroskopijne zwierzęta (kilka do kilkudziesięciu milimetrów) o generalnie robakowatym, choć niezbyt wydłużonym ciele. Z przodu ciała może znajdować się 2 lub 5 czułkowatych palczastych wyrostków, natomiast z tyłu ciała zawsze obecne jest pole adhezyjne, niekiedy w postaci położonej brzusznie przyssawki. Jedną z głównych cech charakterystycznych rzędu jest występowanie tzw. nabłonka multisyncytjalnego, uznawanego za adaptację do pasożytniczego trybu życia. Nabłonek multisyncytjalny Temnocephalida jest konwergentny do syncytium Neodermata (przywr i tasiemców) i zasadniczo różni się budową. Podczas gdy u Neodermata wszystkie komórki nabłonka są zlane ze sobą u Temnocephalidów komórki zlewają się obszarami, tworząc mozaikę kilku oddzielonych syncytiów (np. syncytium frontalne pokrywające przednią część ciała, syncytium pola adhezyjnego, syncytium tułowia), układ tych obszarów syncytjalnych jest charakterystyczny dla poszczególnych rodzin. Ponadto Temnocephalida charakteryzują się syncytjalnym nabłonkiem gardzieli i połączeniem pomiędzy prawymi i lewymi protonefrydiami, oraz pomiędzy układem rozrodczym i pokarmowym (tzw. połączenie genitointestycjalne).

## Ekologia
Temnocephalida to pasożyty i ektokomensale różnych zwierząt słodkowodnych. Występują głównie na skorupiakach (wszyscy przedstawiciele Scutarielloidea i większość Temnocephaloidea) aczkolwiek przedstawiciele rodziny Temnocephalidae są również notowani z owadów, małży i żółwi. W obrębie rzędu da się obserwować trend ewolucyjny od ektokomensali, żywiących się np. pasożytami żyjącymi na powierzchni ciała gospodarza do wyspecjalizowanych krwiopijców. Przeważnie na powierzchni ciała jednego gospodarza występuje wiele osobników danego gatunku oraz ich jaja.

## Biogeografia
Zdecydowana większość różnorodności gatunkowej Temnocephalida występuje na półkuli południowej. Przedstawiciele rodziny Scutarielloidae występują w Eurazji (na południu Europy, w regionie pontokaspijskim, Indiach, Azji Południowo-Wschodniej i Japonii), natomiast zdecydowana większość Temnocephalidea znana jest z Australii i neotropików, występują jednak również w Azji Południowo-Wschodniej, Iniach, Japonii i na Madagaskarze. Takie rozmieszczenie wskazuje na gondwańskie pochodzenie grupy. Kilka gatunków z rodziny Temnocephalidae może występować lokalnie jako gatunki inwazyjne na terenie Europy.

## Historia badań
Ze względu na występowanie głównie na południowej półkuli Temnocephalida zostały stosunkowo późno odkryte (w 1846 w Chile) i początkowo zostały zaliczone do pijawczaków. Na przełomie XIX i XX wieku ustalono ich przynależność do płazińców, choć początkowo łączono z przywrami, dopiero w drugiej połowie XX wieku wykazano przynależność Temnocephalida do Rhabdocoela. Badania molekularne wsparły ten pogląd grupując Temnocephalida w jednym kladzie z rodzinami Typhloplanidae i Dalyelliidae.

## Etymologia
Od greckich słów τέμνειν (temnein, oznaczającego "ciąć") i  κεφαλή (cephale, oznaczającego "głowa"). Nazwa odnosi się do licznych wyrostków z przodu ciała sprawiających wrażenie, że zwierzę ma pociętą głowę.